# Yavitero jezik
Yavitero jezik (yavitano, paraene; ISO 639-3: yvt), indijanski jezik porodice aravačkih jezika, koji se donedavno govorio na krajnjem jugu Venezuele u državi Amazonas, regija Yavita uz granicu Brazila i Kolumbije. Posljednji poznati govornik bila je jedna starija žena koja je umrla 1984.

## Rječnik
Engleski/Francuski/španjolski/hrvatski 	Yavitero
- One/Un/Uno/jedan 	Hasiáua
- Two/Deux/Dos/dva 	Tsináha
- Three/Trois/Tres/tri 	Mádatli
- Man/Homme/Hombre/čovjek	Enami
- Woman/Femme/Mujer/žena 	Sariinaifemi
- Sun/Soleil/Sol/sunce	Kámothi
- Water/Eau/Agua/voda 	Wéni
- Fire/Feu/Fuego/vatra	Káthi
- House/Maison/Casa/kuća 	Fanisi
- Head/Tete/Cabeza/glava 	Nusíhu
- Hand/Main/Mano/šaka 	Nokabuhi
- Corn/Mais/Maiz/kukuruz	Kána[3]

## Vanjske poveznice
- Ethnologue (14th)
- Ethnologue (15th)